# Русская семиструнная гитара
Русская семиструнная гитара — струнный щипковый музыкальный инструмент из семейства гитар. Получила распространение в России с конца XVIII века. Её основной особенностью является кварто-терцовый строй, основанный на мажорном трезвучии (в отличие от кварто-терцового строя классической шестиструнной гитары).

## История

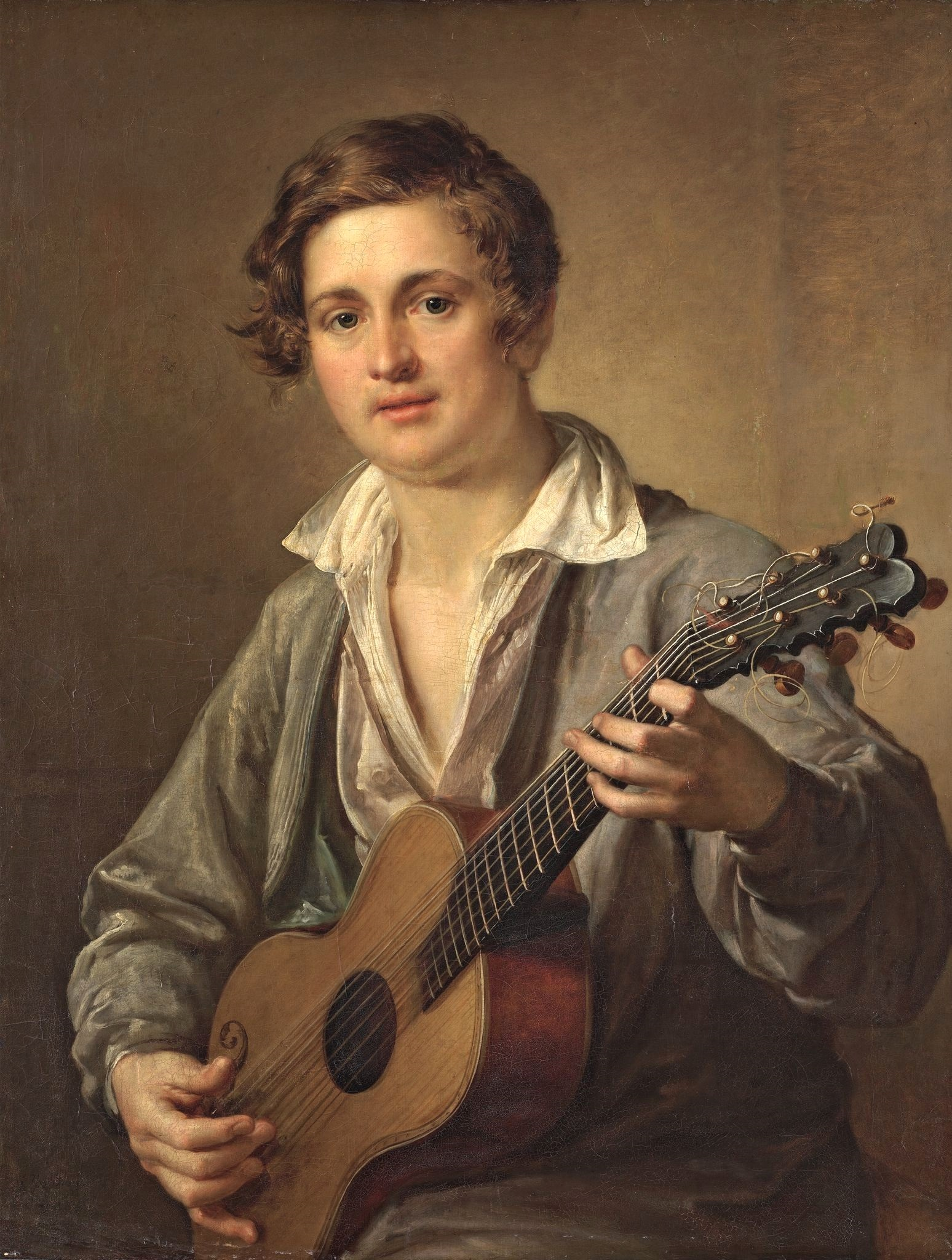
Семиструнная гитара на картине В. А. Тропинина «Гитарист» (1823).

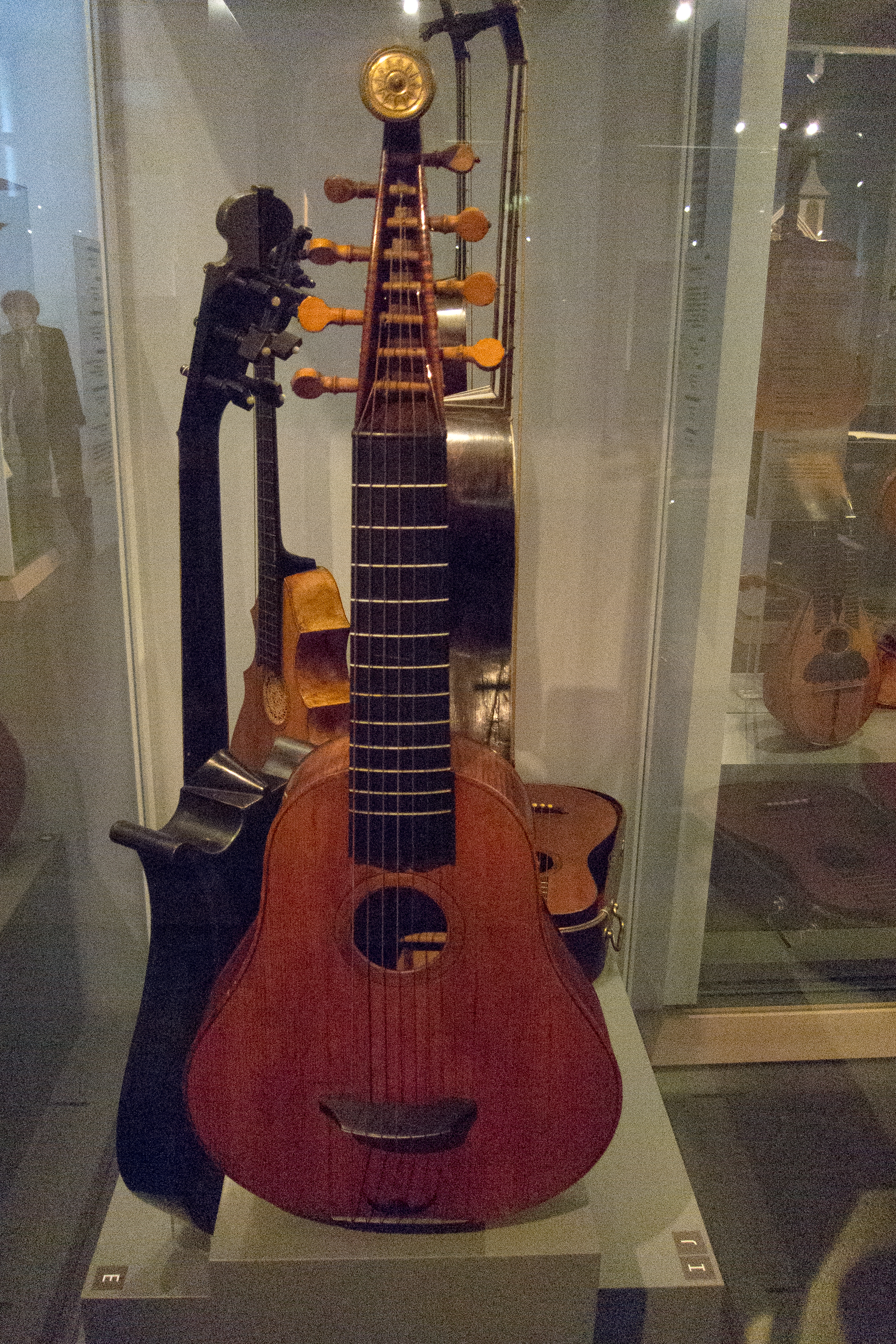
Цистра мастера Вильгельма Биндернагеля, звучала в камерных оркестрах в Лейпциге и С.-Петербурге

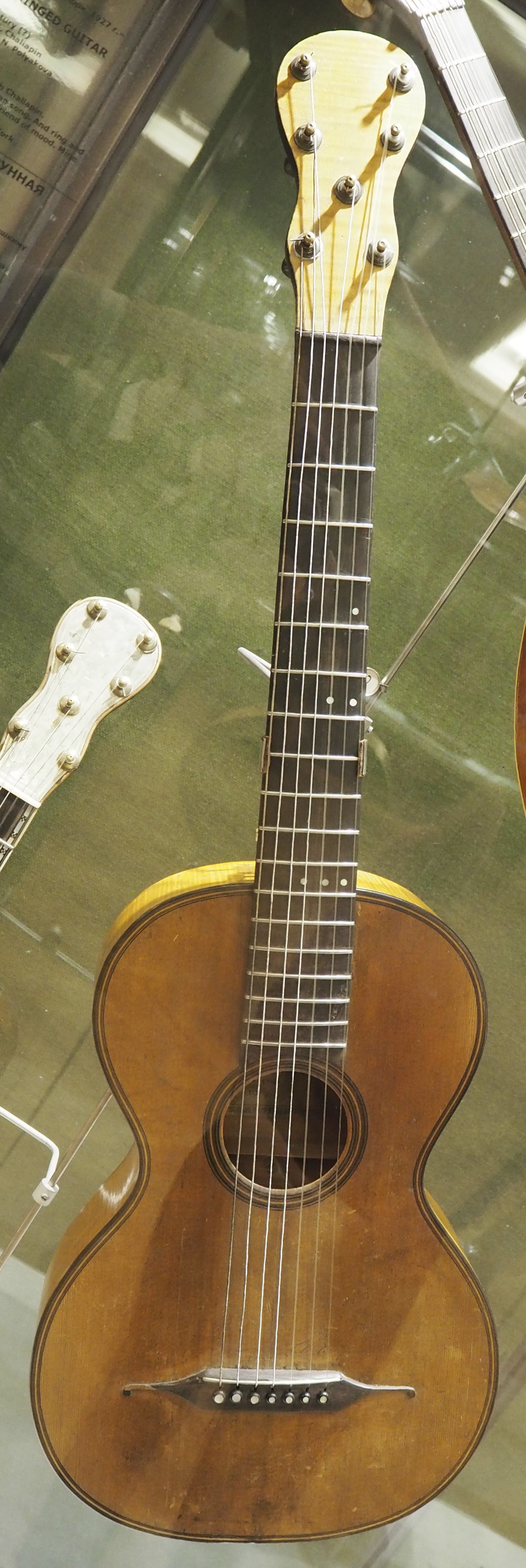
Гитара мастера Ивана Краснощёкова, принадлежала Татьяне Демьяновой. На таких гитарах играли у Яра

### Создание
Русская семиструнная гитара появилась в России в конце XVIII века. Точная судьба её становления неизвестна. По версии некоторых исследователей (М. А. Стаховича, М. И. Пыляева, А. В. и С. Н. Тихонравовых) изобретателем русской гитары является Андрей Осипович Сихра (1773—1850) — основоположник гитарного искусства в России, который написал для неё около тысячи музыкальных сочинений и обработок народной и академической музыки. Первый опыт создания и игры на русской гитаре был произведён им в Вильне (Вильнюсе) в 1793 году, с её последующим усовершенствованием в Москве, куда он переселился в 1795 году.

Сихра играл также на шестиструнной гитаре, и, будучи одарен сильным музыкальным талантом и достигши степени виртуоза на арфе, он, в конце прошлого столетия был в Москве, придумал сделать из шестиструнной гитары инструмент, более полный и близкий арфе по арпеджиям, а вместе с тем и более мелодический, нежели арфа, и привязал седьмую струну к гитаре: вместе с тем он изменил ее строй.— Стахович М.А. Очерк истории семиструнной гитары // Москвитянин : журнал. — 1854. — Т. IV, № 13. — С. 3—5.
Учитывая тот факт, что строй по мажорному трезвучию известен в Европе с XVI века и использовался на саксонской цистре (в тональности До, струны: {c, e, g}, {c1, e1, g1}), можно предположить, что Андрей Сихра заимствовал этот принцип строя для своего изобретения с добавлением седьмой (басовой) струны Ре (струны: D, {G, B, d}, {g, b, d1}). Также известно, что на цистре играл автор первой в истории Школы игры на русской семиструнной гитаре, изданной в 1798 году, Игнац фон Гельд (Игнатий Францович Гельд, 1766—1816).
Что касается формы корпуса инструмента и конструктивных особенностей, то семиструнная гитара в целом схожа с таковыми классической шестиструнной гитары.
Андрей Сихра концертировал, издавал популярные гитарные журналы, много преподавал. По настоянию своего ученика, Моркова Владимира Ивановича (1801—1864), Сихра написал «Школу игры для семиструнной гитары», впервые изданную в 1832 году. Основным достоинством этого издания которой стали 580 аккордов, созданных Сихрой для игры гармонических прелюдий в разных тональностях. Помимо многочисленных произведений для семиструнной гитары Сихрой был также написан Концерт для гитары с оркестром.
Несмотря на большое количество учеников и последователей, главной фигурой школы Сихры стал Семён Николаевич Аксёнов (1784—1853), считавшийся в Москве лучшим гитаристом-виртуозом. Именно ему Сихра посвятил «Экзерсисы для семиструнной гитары», изданные в 1818 году. В 1814 году Аксёнов издает «Новый журнал для семиструнной гитары», впервые адаптирует для семиструнной гитары искусственные флажолеты и различные приемы звукоподражания, включая подражание малому барабану. Впоследствии Аксёнов стал учителем для одного из самых выдающихся гитаристов-семиструнников XIX века — Михаила Тимофеевича Высотского (1791—1837).
Высотским была создана своя школа семиструнной гитары, учениками которой стали Ветров Алексей Александрович (1812—1877), Белошеин Павел Федорович (1799—1869), Ляхов Иван Егорович (1813—1877), Липкин Николай Егорович (н.д.), Фалеев Василий Петрович (н.д.), Кладовщиков Павел Григорьевич (н.д.), Полежаев Александр Иванович (1804—1838), Горбунов Иван Федорович (1822—1864) и Аполлон Григорьев (1822—1864) — автор Венгерки, благодаря которому Стахович впоследствии написал «Историю семиструнной гитары».
Как арфист Сихра, при создании своей «Школы игры на семиструнной гитаре», сделал акцент на постановку и работу правой руки (аппликатуру правой руки развивали и его ученики — Циммерман и Свинцов), в то время как Высотский уделил большое внимание приемам для левой руки, включая разработку техники исполнения легато и вибрато. В. А. Русанов впоследствии отмечал, что несмотря на попытку Сихры создать семиструнную гитару для адаптации арфового строя,

...результаты, во всяком случае, получились совершенно обратные: плавность и разнообразие широких легато и глиссанд, мягкость и певучесть вибрации еще более удалили русскую семиструнную гитару от столь родственной гитаре арфы— Русанов В. Чет или нечет // Гитарист : журнал. — 1906. — № 2. — С. 24.
С 1947 года семиструнные гитары в СССР производила фабрика музыкальных инструментов имени А. В. Луначарского. Цена гитары составляла 17 рублей 50 копеек.

### Популярность
До Октябрьской революции семиструнная гитара являлась основным видом гитары в России, но к концу XX века перестала быть предметом массового использования. Из-за неполного понимания музыкальных свойств семиструнной и шестиструнной гитар, их часто противопоставляют между собой, хотя они являются разными музыкальными инструментами, каждая — со своими уникальными художественно-техническими особенностями.
Семиструнная гитара широко использовалась для аккомпанемента при исполнении русских романсов и народных песен, в качестве солирующего инструмента при исполнении произведений русских композиторов. Очень часто применялась в песенно-музыкальном творчестве русских цыган (другое название гитары — «цыганская»).
Для русской гитары написан ряд концертных сочинений, например «Русский концерт» Игоря Рехина (1988) и «Концерт для гитары с оркестром» Алексея Агибалова (2007).

## Конструктивные особенности
Традиционные особенности, являющиеся не обязательными, а возможными вариантами в конструкции русской гитары:
1. Круглый и тонкий гриф (от 44 до 50 миллиметров на верхнем порожке, от 54 до 60 мм на нижнем порожке), длина струны 600-620 мм, радиусная накладка, напоминающая такую же на саксонской цистре, которая также была семиструнной[КС 2].
2. Гриф соединяется с корпусом гитары при помощи регулируемого винтового соединения[КС 2]. Чем сильнее винт прижимает пятку грифа к корпусу, тем больше опускается головка грифа и струны приближаются к порожкам на грифе. Между хвостом грифа и верхней декой гитары есть небольшой зазор.
3. Пружины (деревянные планки внутри корпуса, выполняющие функцию рёбер жёсткости) располагаются по системе Шерцера[15] — параллельно друг другу и поперёк верхней деки[КС 3].

См. также: Конструкция гитары.

## Музыкальные свойства
Вот как описывает этот инструмент первый историк русской гитары Михаил Александрович Стахович:

...полнота и разнообразность движения голосов в самостоятельном пении каждой струны, роскошь арпеджиатур, соединяемая с самыми плавными и широкими лигатами, расширение диапазона гамм, наконец, густой ход басов, всегда возможный и вызывающий, так сказать, на музыкальное размышление, — все это останется непобедимым качеством семиструнной гитары перед эффектами шестиструнной. Инструмент в высшей степени романтический — гитара, достиг в семиструнной форме своего полного очарования, не потому ли он так и полюбился русскому народу? не потому ли так особенно, и почти исключительно и подладил он под русскую песню? Это остается показать и разъяснить следующему за нами периоду русской музыки, когда народные мотивы переработаются в музыку и выработают себе музыку.— Стахович М.А. Очерк истории семиструнной гитары // Москвитянин : журнал. — 1854. — Т. IV, № 13. — С. 2—3.

### Строй
| Струна | Нота     | Октава  | Нотация |
| ------ | -------- | ------- | ------- |
| 1      | d1 (ре1) | Первая  |         |
| 2      | b (си)   | Малая   |         |
| 3      | g (соль) | Малая   |         |
| 4      | d (ре)   | Малая   |         |
| 5      | B (Си)   | Большая |         |
| 6      | G (Соль) | Большая |         |
| 7      | D (Ре)   | Большая |         |

Нотация гитары производится на октаву выше действительного звучания.
Звучание открытых струн образует строй гитары. Последовательность тонов, начиная с седьмой струны, самой низкой по тону: Ре (большой октавы), Соль, Си, Ре (малой октавы), Соль, Си, Ре (первой октавы). Этот строй является для русской гитары стандартным, академическим.
Строй смешанный — терцово-квартовый, образованный по мажорному трезвучию в тональности Соль: {D, {G, B, d}, {g, b, d1}} (буквенная нотация). Всего в строе содержится два однотональных трезвучия, образованных группами струн 3—1 и 6—4, с интервалами в октаву между соответствующими ступенями трезвучий. Группа струн 7—5 образует Соль мажорный квартсекстаккорд (второе обращение Соль мажорного трезвучия) с утроенной квинтой Ре, удвоенными примой Соль и терцией Си.
Интервалы между соседними струнами, считая от первой: d1{м.3}b{б.3}g{ч.4}d{м.3}B{б.3}G{ч.4}D (м.3 и б.3 — малая и большая терции, ч.4 — чистая кварта). Таким образом, строй содержит в себе две одинаковые группы интервалов: {м.3, б.3, ч.4}{м.3, б.3, ч.4} — всего 2 кварты и 4 терции.
Диапазон звуковысот гитары от открытой седьмой до зажатой на XII ладу первой струны составляет 3 полных октавы (часть большой, малую, первую и часть второй). Количество звуков на первой струне после XII лада зависит от количества ладов на грифе.

### Настройка
На гитаре, как и на некоторых других струнных музыкальных инструментах, струны настраиваются по принципу сравнения высоты звучания двух соседних струн, одна из которых зажимается на определённом ладу, а вторая остаётся открытой. В таком положении они должны звучать в унисон.
Опорной струной, от которой начинается настройка, у гитары является первая. Зажатая на VII ладу она настраивается по камертону Ля, или открытая настраивается по фортепиано на тон Ре первой октавы. Дальнейший ход настройки определяется повторяющейся группой интервалов {м.3, б.3, ч.4}. Малая терция содержит 3 полутона, большая — 4, чистая кварта — 5 полутонов.
Каждый лад на грифе гитары изменяет высоту звучания струны на полутон, по сравнению с нижележащим ладом. Следовательно, номер лада, на котором зажимается струна, означает количество полутонов, на которое изменяется звучание открытой струны. Например, если настроить зажатую на III ладу 2-ю струну в унисон с 1-й, между ними же открытыми образуется малая терция; на IV ладу 3-ю струну в унисон со 2-й — большая терция и т. д.
Вышеприведённый способ настройки является базовым, среди других возможных, но при этом, не дающим точной настройки инструмента. Существуют определённые нюансы, определяющиеся, в частности, свойствами струн различной толщины, например, басовые струны требуют особо тщательной настройки. Для уточнения настройки проверяют арпеджированное звучание интервалов на удалённых струнах и аккордов: например, открытых струн в группах: Ре (1, 4, 7), Си (2, 5), Соль (3, 6) — они должны звучать с разницей в октаву (две октавы между струнами 1, 7), и групп, образующих Соль мажорное трезвучие (1—3, 4—6).

### Тональности
Наиболее удобными для игры на русской гитаре тональностями являются: мажорные Соль (самая лёгкая и звучная, по строю открытых струн), До и Ре (субдоминанта и доминанта по отношению к основной тональности Соль мажор); и минорные Ми, Ля, Си, Ре, Соль, До — эти девять тональностей являются наиболее используемыми. Менее удобные, средние по сложности исполнения тональности: мажорные Фа, Си, Си-бемоль, Ля, Ми, Ми-бемоль; и минорные Фа, Фа-диез. Остальные тональности наиболее сложны в применении и поэтому малоупотребительны, например: мажорные До-диез, Ре-бемоль, Фа-диез, Соль-бемоль, Ля-бемоль; минорные До-диез, Ре-бемоль, Соль-диез, Си-бемоль, Ми-бемоль.

### Разновидности строя
Существуют модификации русского семиструнного строя:
- D, {G, B♭, d}, {g, b♭, d1} (2-я и 5-я струны сдвинуты вниз на один лад и звучат как Си-бемоль) — цыганский строй, основанный на Соль минорном трезвучии[GT 3].
- D, {G, C, d}, {g, b♭, d1} (2-я струна Си-бемоль, 5-я струна До)[GT 3].
- D, {G, C, d}, {g, b, d1} (5-я струна настроена как До))[КИ 3].
- C, {G, B, d}, {g, b, d1} (7-я струна настроена как До)[КИ 4].

Строи других гитар
Шестиструнную гитару можно настроить таким образом, чтобы её струны приблизительно повторяли строй русской гитары: D, G, d, g, b, d1 (строй Open G, в котором играет Александр Розенбаум).
Семиструнная гитара, используемая в Бразилии, имеет строй классической шестиструнной гитары E, A, d, g, b, e1, а седьмая струна настраивается на ноту D или B (такой же строй имеет и семиструнная электрогитара).

## Разновидности
Существует 3 основных вида русской гитары различных размеров:
- Большая гитара — стандартная полноразмерная гитара, описанная выше. Её мензура составляет 650 мм.
- Средняя гитара — имеет гриф 46 миллиметров, таковы довоенные гитары: «Музпред», «Шихово» и др. Мензура не превышает 610 мм.
- Терц-гитара — строится на малую терцию выше, по сравнению с большой гитарой, как F, {B♭, d, f}, {b♭, d1, f1} — по Си-бемоль мажорному трезвучию. Мензура 585 мм.

Терц-гитара является транспонирующим инструментом, поэтому ноты на нотном стане для терц-гитары обозначают на терцию ниже тех же нот большой гитары. Например, если для большой гитары ноты обозначают гамму До мажор, то для терц-гитары эта же гамма будет записана как Ля мажор.
- Кварт-гитара — малых размеров. Строится на чистую кварту выше, как G, {c, e, g}, {c1, e1, g1} — по До мажорному трезвучию). Мензура около 550 мм.

Кварт-гитара также является транспонирующим инструментом. Ноты для неё обозначают на кварту ниже, по аналогии с терц-гитарой.
Терц- и кварт-гитары являются ансамблевыми инструментами, позволяющими расширить диапазон извлекаемых звуков, и тем самым обогатить музыкальные возможности гитарного ансамбля. Особенно удачным вариантом ансамбля является дуэт большой и кварт-гитары, где последняя, в большинстве случаев, как инструмент с более высоким звучанием, исполняет солирующую партию.
Основные виды гитар
| Вид        | Строй                   | Звучит | Пишется                                                 | Верхний порожек и Мензура | Длина |
| ---------- | ----------------------- | ------ | ------------------------------------------------------- | ------------------------- | ----- |
| Концертная | D, G, B, d, g, b, d1    |        |                                                         | (48 x 18) x 650           | 1010  |
| Средняя    | D, G, B, d, g, b, d1    |        |                                                         | (46 x 19) x 610           | 938   |
| Терц       | F, B♭, d, f, b♭, d1, f1 |        | (как в записи слева, но транспонировано на терцию вниз) | (44 x 20) x 585           | 900   |
| Кварт      | G, c, e, g, c1, e1, g1  |        | (как в записи слева, но транспонировано на кварту вниз) | (42 x 21) x 540           | 825   |

## Исполнители
Краткий список исполнителей и других деятелей, внёсших значительный вклад в историю семиструнной гитары:
- Сихра Андрей Осипович (1773—1850)
- Аксёнов Семён Николаевич (1784—1853, ученик Сихры)
- Высотский Михаил Тимофеевич (1791—1837, ученик Аксёнова)
- Ветров Александр (1812—1877, ученик Высотского)[ABC 2]
- Морков Владимир (1801—1864, ученик Сихры)[ABC 3]
- Циммерман Фёдор Михайлович (1806—1888, ученик Сихры)
- Кушенов-Дмитревский Дмитрий Фёдорович (1772—1835)
- Русанов Валериан (1866—1918)[GT 4]
- Орехов Сергей Дмитриевич (1935—1998)

В качестве аккомпанирующего инструмента семиструнная гитара использовалась такими популярными авторами-исполнителями, как Юрий Визбор, Владимир Высоцкий, Александр Галич, Вениамин Нечаев, Новелла Матвеева, Сергей Никитин, Булат Окуджава, Михаил Анчаров.

## Радиопередачи
- Ленинградское отделение КПП Музфонда СССР: Русская семиструнная гитара (11 июня 1979).
- Беседа о семиструнной гитаре на Радио Москвы. Участники: Дмитрий Петрачков и Кирилл Волжанин (август 2014).